# El Bres
El Bres és una muntanya de 526 metres que es troba entre els municipis de Riudecanyes i de Riudecols, a la comarca catalana del Baix Camp.
Al cim s'hi troba un vèrtex geodèsic (referència 260137001).
Aquest cim està inclòs al llistat dels 100 cims de la FEEC